# L'industria dell'Olocausto
L'industria dell'Olocausto: Lo sfruttamento della sofferenza degli ebrei è un libro pubblicato nel 2000 da Norman Finkelstein, che tratta dell'asserito sfruttamento da parte degli ebrei statunitensi della memoria dell'Olocausto nazista a fini di vantaggio economico e politico, curando al contempo gli interessi dello Stato d'Israele. Secondo Finkelstein, i cui genitori sono entrambi sopravvissuti all'epopea del ghetto di Varsavia e al campo di concentramento di Auschwitz, questa "industria dell'Olocausto" avrebbe corrotto la cultura ebraica, come pure l'autentica memoria dell'Olocausto.

## L'esperienza personale
In quanto figlio di sopravvissuti alla Shoah, Norman Finkelstein ha inevitabilmente convissuto con l'Olocausto per tutta la vita. Tuttavia egli considera lo sterminio degli ebrei un evento storico, per quanto estremamente drammatico, mentre "l'Olocausto" ne è la rappresentazione ideologica. La sua prima memoria dell'evento storico è stata sua madre che seguiva in televisione il processo di Adolf Eichmann nel 1961. A parte ciò, egli non ha avuto altre esperienze collegate all'argomento nel corso della sua infanzia; nessun amico o parente gli ha mai rivolto alcuna domanda in merito a quanto sua madre o suo padre avevano patito. Come dice egli stesso: "Questo non era un silenzio rispettoso. Era indifferenza. In tale ottica, non si può essere che scettici riguardo agli sfoghi di dolore degli ultimi decenni, dopo che l'industria dell'Olocausto è stata saldamente impiantata".

## Il libro
Nella prefazione della sua prima edizione economica, Finkelstein osserva che la prima edizione rilegata aveva suscitato notevole interesse in numerosi paesi europei, dai più diversi linguaggi, mentre era stata duramente criticata negli Stati Uniti. Egli vedeva il New York Times come il principale veicolo promozionale dell'industria dell'Olocausto e notava che l'indice del 1999 del Times elencava 273 rinvii per l'Olocausto e solo 32 rinvii per l'intera Africa. Finkelstein attaccò anche la "crescente lista dei profittatori dell'Olocausto" e additò la cosiddetta "industria dell'Olocausto" come un primo esempio di ciò.

## Il successo editoriale
Il libro è diventato un bestseller in Europa, in Vicino Oriente e nelle Americhe, ed è stato tradotto in 16 lingue. Finkelstein e la sua opera sono state citate dall'attore e attivista ebreo filopalestinese Moni Ovadia nel 2014 in un'intervista per Il Fatto Quotidiano poco dopo la tregua dell'Operazione Margine di protezione.

## Le recensioni e le critiche
Le risposte critiche sono state di vario tipo. Alcuni esponenti di spicco non fecero mancare il loro sostegno alle tesi di Finkelstein (come fu il caso di Noam Chomsky e Alexander Cockburn), come pure lo stimato storico dell'Olocausto Raul Hilberg che così scrisse parlando del libro di Finkelstein:
Altri hanno invece dichiarato che L'industria dell'Olocausto è un'opera non scientifica che promuove stereotipi antisemitici. Ad esempio, secondo il giornalista israeliano Yair Sheleg, nell'agosto del 2000, lo storico tedesco Hans Mommsen lo avrebbe giudicato "un libro assai superficiale, che si appella facilmente a pregiudizi antisemitici". 
Anche Omer Bartov, professore di Storia e storia europea nella Brown University, recensì negativamente il libro, scrivendo tra l'altro:
Così, [Finkelstein] combina l'antico odio degli anni sessanta verso Israele, visto come avamposto dell'imperialismo statunitense, con una nuova variante del falso antisemita dei "Protocolli dei Savi di Sion", che mettevano in guardia circa una cospirazione giudaica per impadronirsi del potere a livello mondiale. Oggi, però, il complotto giudaico è inteso nel senso di "spillar denaro" (la sua frase preferita) a innocenti entità quali le banche svizzere, alle imprese tedesche e ai detentori di proprietà ebraiche rubate dell'Est europeo, tutto al fine di rafforzare il potere ebraico e la sua influenza, senza dare ai veri sopravvissuti del genocidio nient'altro che una vuota retorica.
Questo libro, in una parola, è un punto di vista ideologico di un fanatico sull'opportunismo di un altro popolo... Come ogni teoria complottistica, esso contiene numerosi brandelli di verità; e come ogni teoria, è al contempo irrazionale e insidioso. Finkelstein si può ora dire che abbia fondato un'industria dell'Olocausto per il suo proprio vantaggio.»
()
Finkelstein si lamentò più tardi della recensione di Bartov, attribuendo ad essa le scarse vendite del suo lavoro negli USA.
Il professore dell'Università di Chicago Peter Novick, il cui lavoro The Holocaust in American Life stimolò il libro di Finkelstein , asserì il 28 luglio 2000 sul Jewish Chronicle (Londra) che il volume era colmo di "false accuse", "notevoli mistificazioni", "assurde richieste di risarcimento" e "ripetute biasimevoli affermazioni".
Finkelstein rispose a queste critiche nella Prefazione della seconda edizione:

## Storia editoriale
Storia delle varie pubblicazioni dell'Industria dell'Olocausto:
- 2000: prima pubblicazione, dalla casa editrice Verso Books di Londra: 150 p. Hardcover, ISBN 1-85984-773-0 (Stella di David azzurra in copertina)
- 2001: prima edizione economica da parte della stessa Verso. ISBN 1-85984-323-9 (Stella di David gialla in copertina)
- 2003: 2ª edizione, ampliata; 286 p., economica, Verso. ISBN 1-85984-488-X (Stella di David rossa in copertina)

## Edizioni
- Norman Finkelstein, L'industria dell'Olocausto, Rizzoli, 2002, ISBN 88-17-86827-2.